# 殷行区
殷行區是中國上海歷史上的一個市轄區。該區东至黄浦江，南至引翔区，西至江湾区，北至吴淞区，面积30.27平方公里。

## 歷史
該區原本是宝山县江灣廠的一部分。乾隆59年（1794年），當局將江灣廠的一部分劃出設立殷行廠。名字來自於當地的土著殷姓人士。宣統元年（1909年）改為殷行鄉。中華民国17年（1928年），從寶山縣劃入上海特别市，改称殷行区。中華民国27年（1938年）撤销，辖地划归市中心区。